# Winkelgruppe

Untere Winkelgruppe

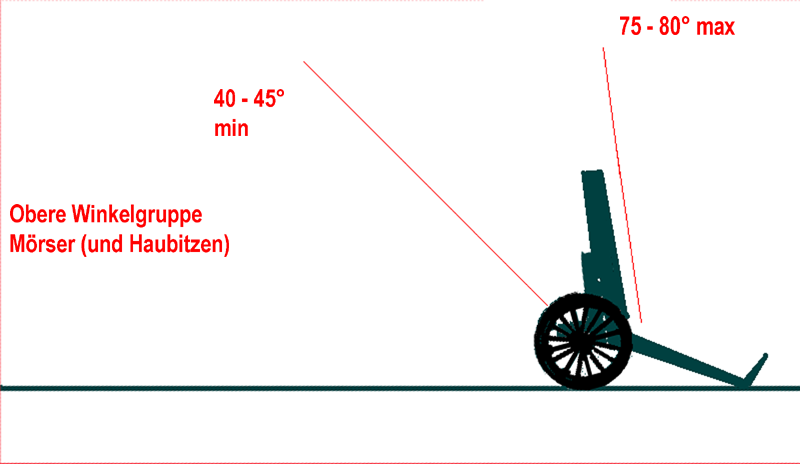
Obere Winkelgruppe

Geschossflugbahnen in der oberen und unteren Winkelgruppe

Die Winkelgruppe ist ein Begriff aus dem Artilleriewesen und der Ballistik. Man unterscheidet in obere und untere Winkelgruppe. Die Winkelgruppe hat im Wesentlichen Einfluss auf den Auftreffwinkel des Geschosses und die Geschossflugzeit.
Um ein spezifisches Ziel zu beschießen, wird das Geschützrohr in vorberechneter Seitenrichtung – dem Teilring – und in einem vorberechneten Winkel zur Horizontalen – der Erhöhung – eingerichtet. Die Erhöhung ist bei vorgegebener Mündungsgeschwindigkeit für die Ballistik des Geschosses und die Schussweite verantwortlich.
Die maximal mögliche Schussweite ergibt sich dabei bei einem Erhöhungswinkel von 45° zur Horizontalen (bei Nichtberücksichtigung des Luftwiderstandes). Wird ein Ziel beschossen, dessen Entfernung unterhalb der maximalen Schussweite liegt, gibt es zwei mögliche Lösungen für die Feuerleitgleichung. Die Lösung mit Erhöhung über 45° (und unter 90°) wird als Resultat in der oberen Winkelgruppe, die Lösung mit Erhöhung zwischen 0° und 45° als Resultat in der unteren Winkelgruppe bezeichnet.